# Классический «Доктор Кто» (25-й сезон)
Премьера двадцать пятого сезона классических серий британского научно-фантастического сериала «Доктор Кто» состоялась 5 октября 1988 года, с выходом на экраны первого эпизода серии «Поминовение далеков». Сезон завершился 4 января 1989 года показом последнего эпизода серии «Величайшее шоу в галактике».

## Актёрский состав

### Основной
- Сильвестр Маккой в роли Седьмого Доктора
- Софи Олдред в роли Эйс

### Повторяющийся
- Терри Моллой в роли Давроса.

В серии «Поминовение далеков» в последний раз появился Терри Моллой, один из актёров, воплотивших на экране образ Давроса. В следующий раз создатель далеков вновь вернётся только в 2008 году, в серии «Украденная Земля», в которой его роль исполнит Джулиан Блич.

### Приглашённый
Джон Лисон, ранее озвучивший робособаку К-9, присоединился к актёрскому составу серии «Поминовение далеков». На этот раз его голосом заговорили далеки, основные антагонисты серии. Также в эпизодах серии «Серебряная Немезида» можно увидеть Кибер-лидера, роль которого вновь исполнил Дэвид Бэнкс.

## Список серий
Сезон транслировался один раз в неделю, в среду вечером.
При создании 25 сезона сценаристы руководствовались схемой, которая среди фанатов «Доктора Кто» стала известна как «Генеральный план Картмела». Суть этой схемы заключалась в том, что, по мнению редактора сценариев Эндрю Картмела, в ходе событий предыдущих сезонов часть предыстории Доктора была утеряна. Поэтому Картмел вместе со сценаристами Беном Аароновичем и Марком Платтом предложил начиная с данного сезона делать отсылки к прошлому Доктора и намекать на возможность того, что Повелитель времени гораздо более могущественен, чем люди могут себе представить.
| № | #   | Название                                                       | Частей (эпизодов) | Режиссёр     | Сценарист     | Зрителей (миллионов) | Индекс оценки | Дата выхода в эфир                                                                 | Код |
| --- | --- | -------------------------------------------------------------- | ----------------- | ------------ | ------------- | -------------------- | ------------- | ---------------------------------------------------------------------------------- | --- |
| 1 | 148 | «Поминовение далеков» «Remembrance of the Daleks»              | 4 эпизода         | Эндрю Морган | Бен Ааронович | 5.5 5.8 5.1 5.0      | 68 69 70 72   | 5 октября 1988 года 12 октября 1988 года 19 октября 1988 года 26 октября 1988 года | 7Н  |
| Доктор обнаруживает, что Земля стала полем сражения двух групп далеков — одни за то, чтобы ими управлял Даврос, другие — за то, чтобы их предводителем был Далек-Император. Если Доктор не вмешается, то исходом войны станет уничтожение обеих групп, а вместе с ними и Земли.                                                                              |     |                                                                |                   |              |               |                      |               |                                                                                    |     |
| 2 | 149 | «Патруль счастья» «The Happiness Patrol»                       | 3 эпизода         | Крис Клаф    | Грэм Карри    | 5.3 4.6 5.3          | 67 65         | 2 ноября 1988 года 9 ноября 1988 года 16 ноября 1988 года                          | 7L  |
| Доктой и Эйс прибывают на планету Терра Альфа. Общество ведёт себя подозрительно позитивно и доброжелательно. Вскоре выясняется, что печальные и негативные эмоции на этой планете вне закона, а следит за ним специальный патруль счастья. |     |                                                                |                   |              |               |                      |               |                                                                                    |     |
| 3 | 150 | «Серебряная Немезида» «Silver Nemesis»                         | 3 эпизода         | Крис Клаф    | Кевин Кларк   | 6.1 5.2              | 71 70         | 23 ноября 1988 года 30 ноября 1988 года 7 декабря 1988 года                        | 7K  |
| В 1638 году, в Англии, Леди Пайнфорт и её супруг Ричард готовят зелье для перемещений во времени и таким образом попадают в современное время, в котором хотят получить «Серебряную Немезиду» — живой металл с кометы, которая должна упасть на планету в наше время. Здесь же на Земле, приземляется звездолёт киберлюдей. Теперь Доктору придётся сложнее… |     |                                                                |                   |              |               |                      |               |                                                                                    |     |
| 4 | 151 | «Величайшее шоу в галактике» «The Greatest Show in the Galaxy» | 4 эпизода         | Алан Уэринг  | Стивен Уайатт | 5.0 5.3 4.8 6.6      | 68 66 69 64   | 14 декабря 1988 года 21 декабря 1988 года 28 декабря 1988 года 4 января 1989 года  | 7J  |
| Доктор и Эйс приземляются на планете Сегонакс и попадают в очень странный цирк, которым управляют опасные клоуны-роботы, а единственные его зрители — члены странной семьи. |     |                                                                |                   |              |               |                      |               |                                                                                    |     |

## Показ
Весь сезон транслировался на канале BBC One c 5 октября 1988 года по 4 января 1989 года. Первоначально все серии планировалось показать в порядке производства, то есть серия «Величайшее шоу в галактике» должно было выйти после серии «Поминовение далеков». Однако позднее премьера сезона была перенесена с 7 сентября на 5 октября из-за Летних Олимпийских игр в Сеуле. В результате Нэйтан-Тёрнер, продюсер сериала, изменил порядок серий: «Поминовение далеков» вышла, как и планировалось, первой, «Серебряная Немезида» стартовала 23 ноября, в 25-ю годовщину «Доктора Кто», а «Патруль счастья» и «Величайшее шоу в галактике» фактически поменялись местами друг с другом.

### DVD-релизы
Все серии 25 сезона классического «Доктора Кто» вышли на DVD в основном в период между 2001 и 2012 годами.
| Серия | Количество и продолжительность эпизодов | Регион 2                              | Регион 4                                | Регион 1             |
| --- | --------------------------------------- | ------------------------------------- | --------------------------------------- | -------------------- |
| Поминовение далеков | 4 × 25 м.                               | 26 февраля 2001 года                  | 13 мая 2002 года                        | 2 апреля 2002 года   |
| Поминовение далеков — Специальное издание В Регионах 2 и 4 выходил только в рамках сборника The Complete Davros Collection В Регионе 1 только в виде отдельного издания | 4 × 25 м                                | 26 ноября 2007 года 20 июля 2009 года | 6 февраля 2008 года 1 октября 2009 года | 2 марта 2010 года    |
| Патруль счастья В Регионах 2 и 4 выходил только в рамках сборника Ace В Регионе 1 только в виде отдельного издания                                                      | 3 × 25 м                                | 7 мая 2012 года                       | 7 июня 2012 года                        | 8 мая 2012 года      |
| Серебряная Немезида В Регионах 2 и 4 выходил только в рамках сборника Cybermen В Регионе 1 только в виде отдельного издания                                             | 3 × 25 м                                | 9 августа 2010 года                   | 7 октября 2010 года                     | 2 ноября 2010 года   |
| Величайшее шоу в галактике | 4 × 25 м.                               | 30 июля 2012 года                     | 16 августа 2012 года                    | 14 августа 2012 года |

## Книги
| Серия                        | Адаптация                    | Автор         | Впервые опубликована |
| ---------------------------- | ---------------------------- | ------------- | -------------------- |
| «Поминовение далеков»        | «Поминовение далеков»        | Бен Ааронович | 1990                 |
| «Патруль счастья»            | «Патруль счастья»            | Грэм Карри    | 1990                 |
| «Серебряная Немезида»        | «Серебряная Немезида»        | Крис Кларк    | 1989                 |
| «Величайшее шоу в галактике» | «Величайшее шоу в галактике» | Стивен Уайатт | 1989                 |

### Комментарии
1. 1 2  Несмотря на то, что первоначально в регионах 2 и 4 специальное издание серии «Поминовение далеков» выходило только в рамках сборника The Complete Davros Collection, позднее оно было выпущено в виде отдельного DVD.